# مجزرة عائلة دغمش
مجزرة عائلة دغمش (2023) هي مجزرةٌ ارتكبها سلاح الجوّ الإسرائيلي خلال الحرب الفلسطينية الإسرائيلية 2023 حينما أغارَ على كافة المنازل السكنية الخاصة بعائلة دغمش. أدت هذه المجازر إلى مسح العائلة بإكملها من السجل المدني، وتسبّبت هذه المجزرة الإسرائيليّة والتي استهدفت عائلة حسن دغمش في استشهاد ما يزيد عن 109 شخصًا وجميعهم من عائلة واحدة، إلى جانب عشرات الجرحى.

## خلفية الحدث
في ساعاتِ الصباح الأولى من يوم السابع من أكتوبر 2023 أطلقت حركة المقاومة الإسلامية حماس عبر ذراعها العسكري كتائب الشهيد عز الدين القسام عملية طوفان الأقصى وذلك ردًا على الاعتداءات الإسرائيلية وتدنيس الأقصى والاستمرار في الاستيطان، كما أكّد على ذلك محمد الضيف القائد العام للقسّام والذي أعطى إشارة انطلاق العمليّة التي شهدت اقتحامًا من المقاومين لمستوطنات غلاف غزة ونجحوا في قتلِ عدد كبيرٍ من الجنود الإسرائيلين، وأسر عشرات آخرين كما استطاعوا خلال ساعات قطع عشرات الكيلومترات ووصلوا لمستوطنات أبعد من تلك المحيطة والقريبة من قطاع غزة.
الرد الإسرائيلي على هذه العمليّة جاء من خلال شنّ سلاح الجو الإسرائيلي عشرات الغارات العشوائيّة على القطاع متسبّبة في مقتل عشرات المدنيين وتدمير البنية التحتية لمدن القطاع، ليصل حد فرض إغلاق شامل وقطع متعمد لكل الخدمات من ماء وكهرباء وغاز، وهو ما هدَّد حياة أكثر من مليونَي فلسطيني يعيشُ داخل القطاع الذي يُعاني أصلًا من تبعات الحصار الخانق عليهم منذ ستة عشر عاماً.
وفي مساء يوم 27 أكتوبر/تشرين الأول، أعلن جيش الاحتلال الإسرائيلي بدء الهجوم بري على قطاع غزة من خلال بدء التوغل في بلدة بيت حانون ومخيم البريج. حدث الهجوم وسط سلسلة من الغارات الجوية الإسرائيلية واسعة النطاق التي أدت إلى قطع الاتصالات المتنقلة والوصول إلى الإنترنت في غزة.
وبتاريخ 24 نوفمبر 2023 تم وقف إطلاق النار بين المقاومة الفلسطينية وإسرائيل، وهو وقف إطلاق نار مؤقت جرى في الحرب الدائرة بين فصائل المقاومة الفلسطينية في غزة وإسرائيل. وبتاريخ 2 ديسمبر انتهت الهدنة، وخلال ساعات إنتهاء الهدنة الأولى قام سلاح الطيران الإسرائيلي بشن هجمات صاروخية مكثفة على كافة أنحاء القطاع مع التركيز على المنطقة الجنوبية لقطاع غزة.

## المجزرة
خلال الحرب الفلسطينية الإسرائيلية 2023، أرتكب الجيش الإسرائيلي العديد من المجازر، وكان من بين هذه المجازر هي مجزرة عائلة دغمش، التي أرتكبها سلاح الجو الإسرائيلي منذ بداية الحرب وحتى تاريخ 17 ديسمبر 2023، حيثُ عمل على نسف كافة المربعات السكنية التابعة لعائلة دغمش وعمل على قصف مسجد عائلة دغمش أثناء صلاة العشاء بتاريخ 17 نوفمبر. وفي تاريخ 17 ديسمبر قام بقصف ما تبقى من منازل لعائلة دغمش في حي الصبرة. أعلنت وزارة الصحة داخل القطاع في حصيلة شبه نهائيّة ارتفاع عدد قتلى هذه المجزرة لـ 109 فلسطينييًا جميعهم من أسرة واحدة.

## الضحايا
1. صالح عاشور دغمش (مختار العائلة)
2. علا وصفي دغمش
3. محمود صالح عاشور دغمش
4. ميسون دغمش ( حامل)
5. مجاهد محمود صالح دغمش
6. مناضل محمود صالح دغمش
7. ميرال محمود صالح دغمش
8. ميرا محمود صالح دغمش
9. فلاح عاشور العسلي دغمش
10. ⁠فائق عاشور العسلي دغمش
11. ⁠رشيد فائق عاشور دغمش
12. عسلي فائق عاشور دغمش
13. عاشور حافظ عاشور دغمش
14. عسلي رأفت عواد دغمش
15. ⁠محمد رأفت عواد دغمش
16. عسلي عاشور العسلي دغمش
17. ⁠عمر شاهر عاشور دغمش
18. عمر صدام عمر دغمش
19. هيثم رفيق شاهر دغمش
20. أسعد محمد أسعد دغمش
21. ⁠فارس عبدالمجيد دغمش
22. جودة عيسي دغمش
23. ⁠عماد عيسي دغمش
24. ⁠إبراهيم هاني عيسي دغمش
25. ⁠صلاح محمد عيسي دغمش
26. ⁠كنعان صابر دغمش
27. ⁠راكان كنعان صابر دغمش
28. ⁠عبدالعال برجس صابر دغمش
29. عبدالفتاح برجس صابر دغمش
30. ⁠محمد بدر صابر دغمش⁠
31. إلياس محمد بدر دغمش
32. ⁠نصر محمود دغمش
33. ⁠محمد نصر محمود دغمش
34. ⁠محمود نصر محمود دغمش
35. ⁠سالم نصر محمود دغمش
36. ⁠رامي شفيق محمود دغمش
37. ⁠محمود أحمد محمود دغمش
38. ⁠محمد أحمد محمود دغمش
39. إياد عبدالعال دغمش
40. ⁠تيسير عبدالعال دغمش
41. ⁠فارس رامي محمد دغمش
42. عبدالودود محمود دغمش
43. محمود معتز مثقال دغمش
44. أحمد معتز مثقال دغمش
45. ⁠بلال خضر نمر دغمش
46. ⁠مدحت توفيق بحري دغمش
47. ⁠مدحت رمزي مدحت دغمش
48. ⁠محمود رمزي مدحت دغمش
49. ⁠يزن محمد مدحت دغمش
50. توفيق بحري توفيق دغمش
51. عبدالرؤوف توفيق دغمش
52. يزن محمد بحري دغمش⁠⁠
53. توفيق حبيب توفيق دغمش
54. إم حبيب دغمش
55. حبيب توفيق دغمش
56. سعاد توفيق دغمش
57. صالح حبيب توفيق دغمش
58. إم توفيق دغمش
59. توفيق صالح دغمش
60. صفاء صالح دغمش
61. ⁠إبراهيم نهاد رياض دغمش
62. أحمد نعيم ديب دغمش
63. ⁠جهاد ديب بحري دغمش
64. محمد جهاد ديب دغمش
65. ⁠مهدي ديب بحري دغمش
66. ⁠ديب حماد ديب دغمش
67. ⁠علي رباح علي دغمش
68. ⁠روبين عطا روبين دغمش
69. أُلفت عطا روبين دغمش
70. حسن دغمش
71. إم علي دغمش
72. محمد حسن دغمش
73. تسنيم حسن دغمش
74. ليث رمضان دغمش
75. بانا رمضان دغمش
76. ألاء حسن دغمش
77. سجي حسن دغمش
78. مني حسن دغمش
79. نهي حسن دغمش
80. ضحي حسن دغمش
81. سما حسن دغمش
82. مصطفي حازم مصطفي دغمش
83. ⁠مجد حازم مصطفي دغمش
84. سهام حازم مصطفي دغمش
85. إم محمد دغمش
86. ⁠محمد فريد هاشم دغمش
87. عصام زياد طالب دغمش
88. عزات عصام زياد دغمش
89. محمد حاتم زياد دغمش
90. رمضان حافظ غالب دغمش
91. ⁠جميل جلال جميل دغمش
92. ⁠سليم جلال جميل دغمش
93. يوسف هاني ماهر دغمش
94. فاروق هاني ماهر دغمش
95. حيدر فتحي مسعود دغمش
96. خالد فتحي مسعود دغمش
97. نزار عماد رجب دغمش
98. مهران ماهر محمدعلي دغمش
99. محمد أيمن يوسف دغمش
100. مصطفي ياسر نبيل دغمش
101. رمضان جمال قنديل دغمش
102. ⁠هاني نعمان سرحان دغمش
103. ⁠محمد عبدالله نعمان دغمش
104. ⁠محمود ماهر سرحان دغمش
105. ⁠محمد حسن سرحان دغمش
106. ⁠باسل عبدالغني دغمش
107. محمود نائل عبدالغني دغمش
108. عنايات عبدالغني دغمش
109. نزهة عبدالنبي عبدالغني دغمش